# Eupithecia ebriosa
Eupithecia ebriosa là một loài bướm đêm trong họ Geometridae.